# Nuvvuagittuq greenstone belt

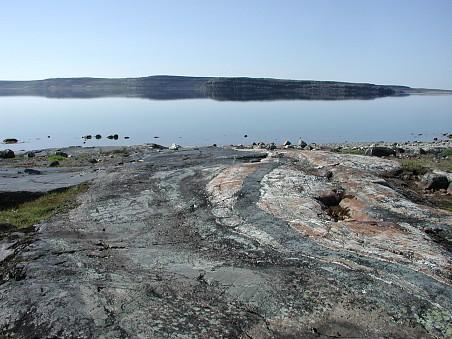

Nuvvuagittuq greenstone belt je zelenokamový pás na východním pobřeží Hudsonova zálivu na severu provincie Québec v Kanadě. Původní název zněl Porpoise Cove greenstone belt. Jedná se o horniny, jejichž stáří bylo určeno až na 4280 miliony let. Jde tedy o dosud nejstarší známé intaktní horniny na Zemi.